# Notre-Dame-d'Estrées

Notre-Dame-d'Estrées (franceză: Notre-Dame-d’Estrées) este o comună în Franța, situată în regiunea Normandia Inferioară. Departamentul comunei – Calvados. Face parte din cantonul Cambreme. Districtul comunei – Lisieux.
Codul INSEE al comunei este 14474.

## Populația
Populația comunei în 2010 era de 168 de persoane.
Populația pe ani
| 1962 | 1968 | 1975 | 1982 | 1990 | 1999 | 2010 |
| ---- | ---- | ---- | ---- | ---- | ---- | ---- |
| 229  | 222  | 171  | 157  | 133  | 128  | 168  |

## Economie
În 2010, dintre 111 persoane în vârstă de muncă (15-64 ani), 88 erau active economic, 23 erau inactive (indicatorul de activitate era de 79,3%, în 1999 era de 74,0%). Din cei 88 de rezidenți activi, 78 de persoane lucrau (39 bărbați și 39 femei), iar 10 erau șomeri (6 bărbați și 4 femei). Dintre cele 23 de persoane inactive, 9 erau elevi sau studenți, 8 pensionari, iar 6 inactive din alte motive.